# Chiara Zorzi
Chiara Zorzi eller Chiara Giorgi, också kallad Clara och Claire, född okänt år, död 1454 i Megara, var regent i den grekiska korsfararstaten hertigdömet Aten från 1451 till 1454. Hon var regent som förmyndare för sin son, hertig Francesco I Acciaioli. 
Hon var dotter till titulärmarkgreve Nicolaus III Zorzi av Bodonitza och gifte sig med hertig Nerio II Acciaioli av Aten i dennas andra äktenskap. 
Vid Nerios död 1451 blev hon Atens regent som förmyndare för sin son. Hon beskrivs som en skönhet. Hon förälskade sig i den venetianske affärsmannen Bartolomeo Contarini, som år 1453 mördade sin maka och gifte sig med henne. Contarini fick sedan stort inflytande över politiken, något som gjorde Chiaras regering impopulär och fick det att förlora sitt stöd. Uppenbarligen rådde en oro för att Fransesco I:s säkerhet var hotad av Contarini. Det gjorde att den turkiske sultanen Mehmet II på den atenska oppositionens begäran kallade Chiara och Contarini till Adrianopel och lät installera Francesco II Acciaioli, Chiaras makes brorson, på Atens tron som turkisk marionett. 
Chiara fängslades i Megara, där hon mördades av Francesco II. Contarini vädjade då till sultanen om rättvisa, vilket gjorde att sultanen 1458 erövrade Aten och avsatte Francesco II. 